# ملكة الدموع
ملكة الدموع (بالكورية: 눈물의 여왕) هو مسلسل تلفزيوني كوري جنوبي، من تأليف بارك جي إيون، من بطولة كيم سو هيون ، كيم جي وون. يصور المسلسل قصة زوجين في أزمة. عرض على قناة تي في ان في 9 مارس الى 28 ابريل 2024، تم بثه كل يومي السبت والاحد الساعة 21:20 بتوقيت كوريا. وهو متاح للعرض على نتفليكس دوليا.

## القصة
يروي قصة حب معجزة، حيث يمر الزوجان بايك هيون وو (كيم سو هيون) وهونج هاي إن (كيم جي وون) بأزمة.
يعمل بايك هيون-وو كمدير قانوني لمجموعة كوينس. إنه أنجح شخص جاء من قرية يونغدو-ري (مسقط رأسه)، وهو فخر تلك القرية. وهو متزوج من هونغ هاي إن الملقبة "بالملكة المتعحرفة" وهي ابنة العائلة التي تمتلك وتدير مجموعة كوينز.

## طاقم

#### رئيسي
- كيم سو هيون بدور بايك هيون وو: المدير القانوني لمجموعة كوينز. لقد جاء من قرية يونغدو ري.[10]
- كيم جي وون بدور هونغ هاي إن: فتاة غنية من الجيل الثالث، ابنة عائلة كوينز جروب.[6]

- بارك سونغ-هون بدور يون إيون سيونج: محلل سابق في وول ستريت وخبير في عمليات الاندماج والاستحواذ. وهو أيضًا مستثمر مشهور، يعود إلى كوريا ويبدأ في تكوين علاقة مع عائلة كوينز.[11]
- كواك دونغ يون بدور هونغ سو تشيول: رجل ثري من الجيل الثالث والأخ الأصغر لـ هاي إن.[12]
- لي جو-بين بدور تشيون دا هي: زوجة سو تشيول.[13]

### داعم
- كيم كاب سو في دور هونغ مان داي: جد هاي إن وهو رئيس مجلس إدارة مجموعة كوينز.[14]
- لي مي سوك في دور مو سيول هي: جدة هاي إن وزوجة مان داي.[14]
- جونغ جين يونغ في دور هونغ بوم جون: والد هاي إن الذي يشغل منصب نائب رئيس مجموعة كوينز.[14]
- كيم جو ريونج[15]
- نا يونج هي[16]
- كيم جونغ لان[16]

- يون بو مي بدور السكرتير نا: سكرتيرة هاي إن.[17]
- لي سو جي في دور بانغ سيل[18]
- جانغ يون-جو[19]

## المشاهدات
| الموسم | الموسم | رقم الحلقة | رقم الحلقة | رقم الحلقة | رقم الحلقة | رقم الحلقة | رقم الحلقة | رقم الحلقة | رقم الحلقة | رقم الحلقة | رقم الحلقة | رقم الحلقة | رقم الحلقة | رقم الحلقة | رقم الحلقة | رقم الحلقة | رقم الحلقة | المتوسط |
| الموسم | الموسم | 1          | 2          | 3          | 4          | 5          | 6          | 7          | 8          | 9          | 10         | 11         | 12         | 13         | 14         | 15         | 16         | المتوسط |
| ------ | ------ | ---------- | ---------- | ---------- | ---------- | ---------- | ---------- | ---------- | ---------- | ---------- | ---------- | ---------- | ---------- | ---------- | ---------- | ---------- | ---------- | ------- |
|        | 1      | 1.519      | 2.064      | 2.384      | 3.126      | 2.826      | 3.561      | 3.276      | 4.044      | 4.130      | 4.741      | 4.510      | 5.227      | 5.217      | 5.466      | 5.189      | 6.399      | 3.980   |

وفقا لنيلسن، فقد حقق المسلسل نجاحا كبيرا، سجلت الحلقة الثامنة من المسلسل نسبة 16.1% حوالي 4 مليون مشاهد قد شاهد الحلقة. حققت الحلقة الاخيرة من المسلسل متوسط تقييم بنسبة 24.8% بحوالي 6.3 مليون مشاهدة متجاوزاً مسلسل هبوط طارئ للحب، ليصبح اعلى مسلسل تقييمًا في تاريخ تي في ان.
| الحلقات | تاريخ البث    | تقييمات (نيلسن كوريا) | تقييمات (نيلسن كوريا) |
| الحلقات | تاريخ البث    | على الصعيد الوطني     | سيئول                 |
| ------- | ------------- | --------------------- | --------------------- |
| 1       | 9 مارس 2024   | 5.853%                | 6.495%                |
| 2       | 10 مارس 2024  | 8.660%                | 9.822%                |
| 3       | 16 مارس 2024  | 9.594%                | 11.125%               |
| 4       | 17 مارس 2024  | 12.985%               | 13.857%               |
| 5       | 23 مارس 2024  | 10.964%               | 12.197%               |
| 6       | 24 مارس 2024  | 14.068%               | 15.225%               |
| 7       | 30 مارس 2024  | 12.833%               | 14.048%               |
| 8       | 31 مارس 2024  | 16.143%               | 17.886%               |
| 9       | 6 ابريل 2025  | 15.570%               | 17.236%               |
| 10      | 7 ابريل 2024  | 18.952%               | 20.926%               |
| 11      | 13 ابريل 2024 | 16.767%               | 18.509%               |
| 12      | 14 ابريل 2024 | 20.732%               | 23.242%               |
| 13      | 20 ابريل 2024 | 20.179%               | 22.257%               |
| 14      | 21 ابريل 2024 | 21.625%               | 23.925%               |
| 15      | 27 ابريل 2024 | 21.056%               | 23.920%               |
| 16      | 28 ابريل 2024 | 24.850%               | 28.381%               |
| متوسط   | متوسط         | 15.671%               | 17.441%               |

## الإنتاج
هو تعاون بين مخرج مسلسل بولغاسال (2021) جانغ يونغ-وو والمخرجة كيم هي-وون، اعمالها قدري أن أحبك، زهرة المال، الملك المهرج، فينتشنزو، نساء صغيرات. ومن تأليف بارك جي اون من اعمالها حبيبي من نجم آخر، أسطورة البحر الأزرق، هبوط طارئ للحب. وإنتاجه من قبل استوديو دراغون بتعاون مع التابعة كلوتر ديبوت بجانب شاو رونرز. كانت التقديرات في البداية ان تكلفة الانتاج حوالي 40 مليار وون، لكن بغلت التكلفة الإجمالية 56 مليار وون، قد غطت شبكة نتفليكس حوالي 80% من تكلفة الإنتاج.
في الاصل، عرض دور هونغ هاي ان لأول مرة على اي يو لكنها رفضت العرض.
في 5 ديسمبر 2022، أعلن كيم سو-هيون وكيم جي-وون هما ابطال المسلسل الرئيسيين.
بدأ التصوير في النصف الأول من عام 202.

## اقتباسات
في أكتوبر 2024، أعلنت شركة CJ ENM أن مسلسل "ملكة الدموع" سيُعاد إنتاجه في تركيا، بالتعاون مع أو ثري ميديا وداسس للانتاج.

## روابط خارجية
- ملكة الدموع على موقع IMDb (الإنجليزية)
- ملكة الدموع على موقع روتن توميتوز (الإنجليزية)
- ملكة الدموع على موقع نتفليكس (الإنجليزية)
- ملكة الدموع على موقع فيلمافينيتي (الإسبانية)
- ملكة الدموع على موقع قاعدة بيانات الفيلم (الإنجليزية)
- ملكة الدموع على هانسينما